# کلیسای حضرت یوحنا

کلیسای حضرت یوحنا مربوط به دوره صفوی است و در شهرستان فریدون‌شهر، بخش مرکزی، دهستان برف انبار، روستای خویگان علیا واقع شده و این اثر در تاریخ ۳ خرداد ۱۳۸۶ با شمارهٔ ثبت ۱۹۱۵۰ به‌عنوان یکی از آثار ملی ایران به ثبت رسیده است.